# 披针萼连蕊茶
披针萼连蕊茶（学名：Camellia lancicalyx）是山茶科山茶属的植物。分布在中国大陆的广西等地，目前尚未由人工引种栽培。